# Woodrow
Woodrow  è un nome proprio di persona inglese maschile.

## Varianti
- Ipocoristici: Woody[2]

## Origine e diffusione
Riprende il cognome inglese Woodrow, a sua volta da un toponimo di origine inglese antica, col significato di "schiera di case presso un bosco"; è noto principalmente per essere stato portato dal presidente degli Stati Uniti d'America Woodrow Wilson, grazie al quale il nome ebbe maggiore diffusione.
Il nome Woody, oltre a poter essere un'abbreviazione di Woodrow, può anche derivare direttamente dal termine inglese woody, "legnoso" (da wood, "legno").

## Onomastico
Il nome è adespota, ovvero non è portato da alcun santo. L'onomastico si può festeggiare il 1º novembre, giorno di Ognissanti.

## Persone

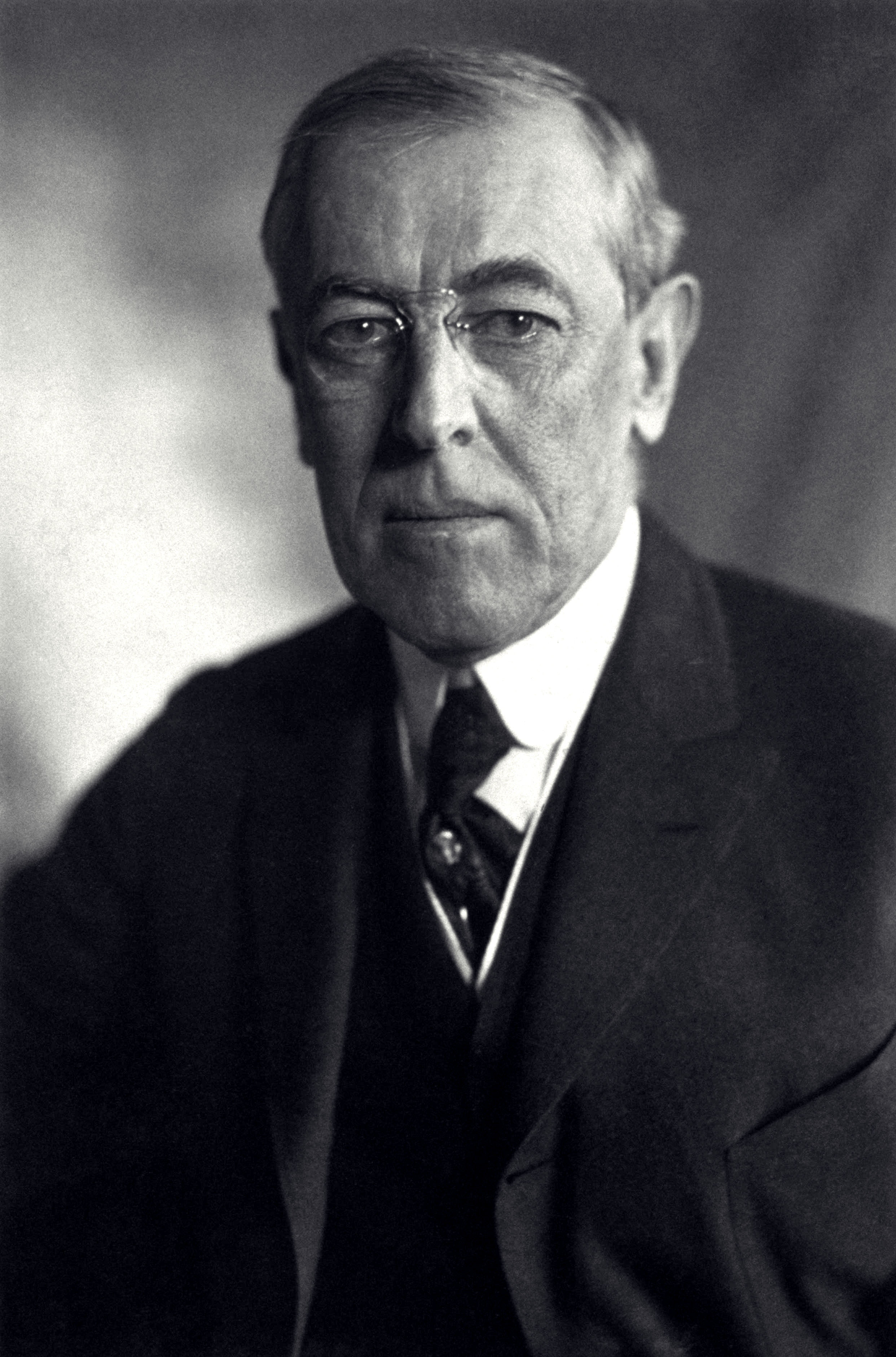
Thomas Woodrow Wilson

- Robert Woodrow Wilson, astronomo e fisico statunitense
- Thomas Woodrow Wilson, politico statunitense

### Variante Woody

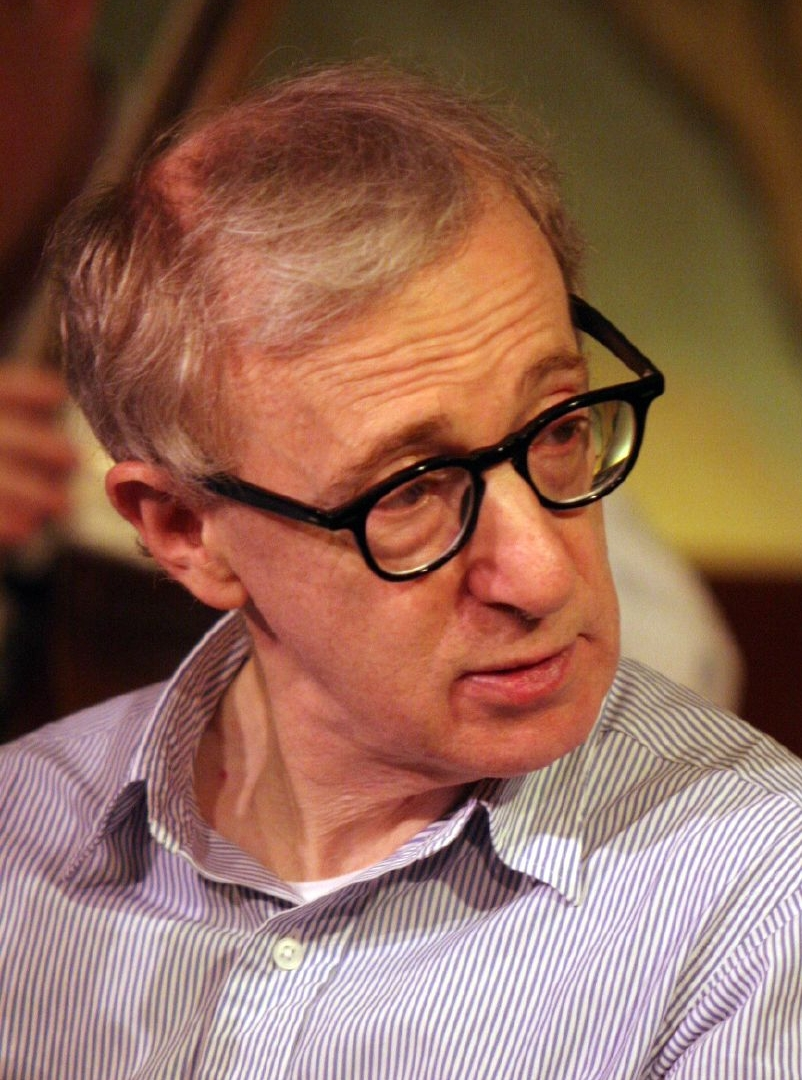
Woody Allen

- Woody Allen, regista, sceneggiatore, attore, clarinettista, compositore, scrittore e commediografo statunitense
- Woody Gibson, calciatore britannico
- Woody Grimshaw, cestista statunitense
- Woody Guthrie, musicista, cantautore e folklorista statunitense
- Woody Harrelson, attore statunitense
- Woody Herman, direttore di big band, clarinettista, sassofonista e cantante statunitense
- Woody Sauldsberry, cestista statunitense
- Woody Shaw, musicista e compositore statunitense
- Woody Strode, attore statunitense

## Il nome nelle arti
- Woodrow "Woody" Blake è un personaggio del film del 2000 Mission to Mars, diretto da Brian De Palma.
- Woodrow Fink è un personaggio della serie televisiva Zack e Cody sul ponte di comando.
- Woodrow 'Woody' Paris è un personaggio della serie televisiva Paris.
- Woodrow Strode, più noto come Woody il coroner, è un personaggio della serie televisiva Psych.
- Woody Woodpecker è il nome originale di Picchiarello, personaggio dei cartoni animati.
- Woodrow "Woody" Wilkins è un personaggio del film del 1981 Condorman, diretto da Charles Jarrott.
- Woody è il nome del cowboy giocattolo protagonista dei film della saga di Toy Story.